# Кастельянос, Росарио
Росарио Кастельянос Фигероа (исп. Rosario Castellanos Figueroa; 25 мая 1925 — 7 августа 1974) — мексиканская поэтесса и автор. Вместе с другими представителями Поколения 1950 (поэты, которые писали после окончания Второй Мировой Войны, под влиянием Сесара Вальехо и других), она является одним из виднейших представителей мексиканской литературы прошлого века. В течение своей жизни, она ярко раскрывала проблемы культурной и половой дискриминации, её работы оказали влияние на теорию феминизма и культурологию. Хотя поэтесса умерла молодой, она открыла путь женщинам в мексиканскую литературу, а также оставила литературное наследство, которое до сих пор является актуальным.

## Биография
Родилась в городе Мехико, росла в городе Комитан возле родительской фермы в южном федеральном округе Чиапас. Она была скрытной девушкой, озаботившейся бедственным положением народа Майя, представители которого работали на ферме её семьи. По её же словам, она начала отдаляться от семьи после того, как прорицательница напророчила смерть одного из двух детей, а мать вскрикнула, «Хоть бы умер не мальчик!»
Это придало ей сил для будущего успеха в спорте и литературе. Росарио, известная также как «устрашитель», была заядлым игроком в теннис, а также иногда играла в гольф. Много стихов Росарио имеют упоминания о гольфе и теннисе, что также указывает на её страсть.
Материальное состояние семьи полностью изменилось после того, как президент Ласаро Карденас принял земельную реформу и политику освобождения крестьян, что лишило семью большинства земельных наделов. В возрасте 15 лет Кастельянос с родителями переезжает в Мехико. В течение года её родители умирают, и ей приходится устраивать жизнь самой.
Она присоединилась к кругу мексиканской и центральноамериканской интеллигенции, много читала, начала писать. Изучала философию и литературу в UNAM (Национальный автономный университет Мексики), где впоследствии преподавала, а также присоединилась к Национальному институту коренных народов, где писала сценарии для кукольных спектаклей, которые играли в бедных регионах с целью пропаганды грамоты. Интересно, что институт был основан президентом Карденасом, который лишил её семью земли. Также она была автором еженедельной колонки в газете «Excélsior».
В дополнение к литературной работе Кастельянос занимала несколько государственных должностей. Как награду за вклад в мексиканскую литературу в 1971 году Кастельянос была назначена послом в Израиль.
7 августа 1974 г. Кастельянос умерла в городе Тель-Авив от случайного поражения электрическим током от неисправной настольной лампы. Согласно отчёту, она случайно коснулась настольной лампы дома в Герцлии и была поражена током. Её немедленно доставили в Госпиталь Мейер возле Кфар Саба, где через час она скончалась. Предварительное расследование показало, что провода лампы были неправильно или недостаточно изолированы. Существуют предположения, что на самом деле это было самоубийство. Мексиканская писательница Марта Серда, например, писала журналистке Люсини Катман: «Я считаю, что она совершила самоубийство, потому что с определённого времени она чувствовала себя словно мёртвая». Впрочем, факты, которые подтверждали бы такое мнение, отсутствуют.

## Работа и литературное влияние
Кастельянос увлекалась такими писателями, как Габриэла Мистраль, Эмили Дикинсон, Симона де Бовуар, Вирджиния Вулф, а также Симона Вейль. Стих Кастельяна «Валиум 10», составлен в форме исповеди, и является выдающимся феминистическим произведением, который сравнивают с «Папой» Сильвии Плат.

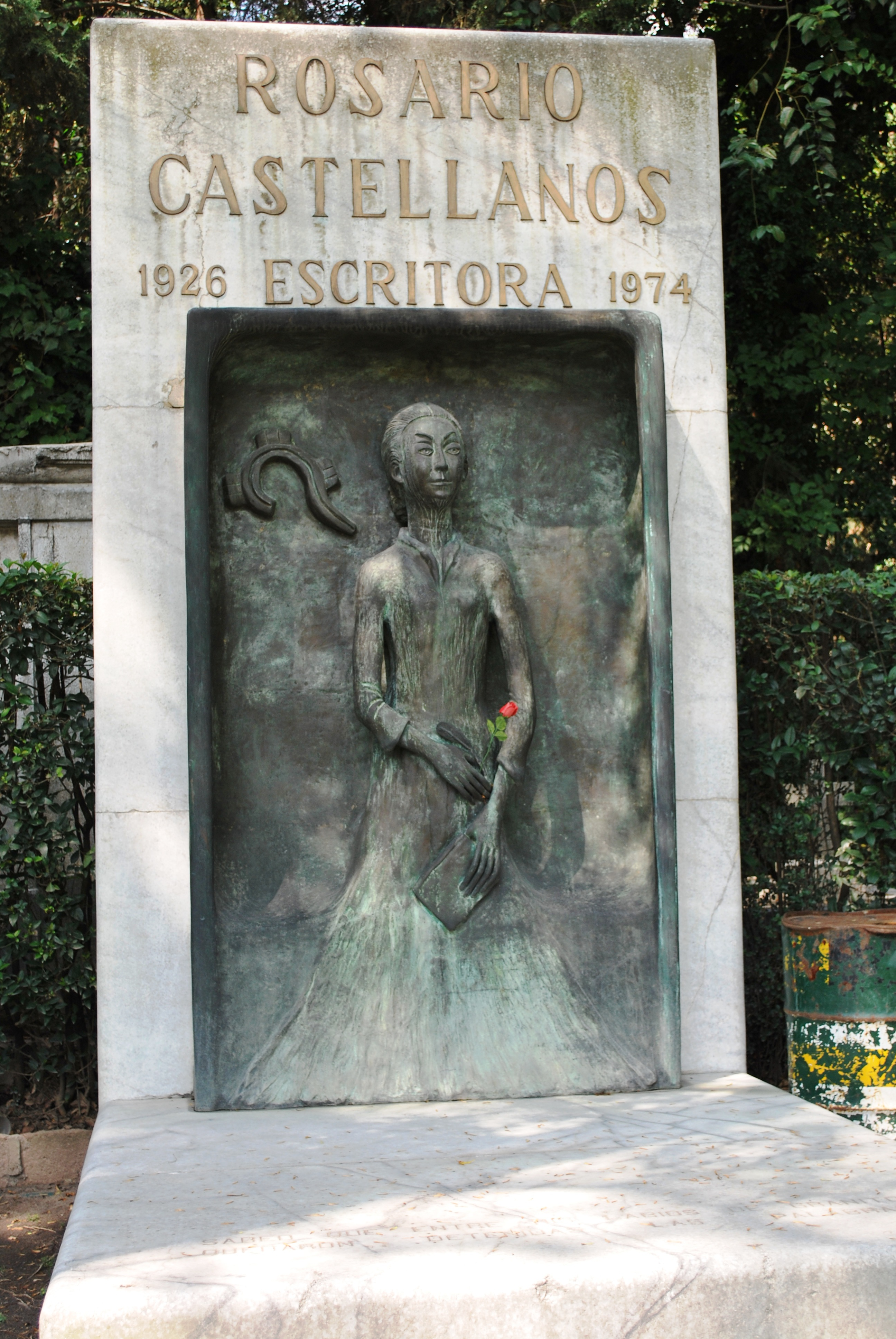
Могила Росарио Кастельянос

Парк в городе Мехико, расположенный в районе («Delegación») Куахимальпа де Морелос, был назван в её честь.

## Избранная библиография
- «Balún-Canán» Fondo de Cultura Economica, 1957; 2007, ISBN 9789681683030
- «Poemas (1953—1955)», Colección Metáfora, 1957
- «Ciudad Real: Cuentos», 1960; Penguin Random House Grupo Editorial México, 2007, ISBN 9786071108654
- «Oficio de tinieblas» 1962; 2013, Grupo Planeta — México, ISBN 978-607-07-1659-1
- «Álbum de familia» (1971)
- «Poesía no eres tú; Obra poética: 1948—1971» 1972; Fondo de Cultura Economica, 2004, ISBN 9789681671174
- «Mujer que sabe latín . . .» 1973; Fondo de Cultura Economica, 2003, ISBN 9789681671167
- «El eterno femenino: Farsa» 1973; Fondo de Cultura Economica, 2012, ISBN 9786071610829
- «Bella dama sin piedad y otros poemas», Fondo de Cultura Económica, 1984, ISBN 9789681617332
- Los convidados de agosto (неопр.). — Ediciones Era, 1964. — ISBN 978-968-411-203-2.
- «Declaración de fe» Penguin Random House Grupo Editorial México, 2012, ISBN 9786071119339
- «La muerte del tigre» SEP, 198?
- «Cartas a Ricardo» (1994)
- «Rito de iniciación» 1996; 2012, Penguin Random House Grupo Editorial México, ISBN 978-607-11-1935-3
- Sobre cultura femenina (неопр.). — Fondo de Cultura Económica[англ.], 2005. — ISBN 978-968-16-7465-6.

## Дополнительные источники
- Ahern, Maureen. Rosario Castellanos. «Latin American Writers». 3 vols. Ed. Solé/Abreu. NY: Charles Scribner’s Sons, 1989, III: 1295—1302.
- ___. «Rosario Castellanos». «Spanish American Woman Writers: A Bio-Bibliographical Source Book». Ed. Diane E. Marting. Westport/London: Greenwood Press, 1990: 140—155.
- Anderson, Helene M. «Rosario Castellanos and the Structures of Power». «Contemporary Women Authors of Latin America». Ed. Doris Meyer & Margarite Fernández Olmos. NY: Brooklyn College Humanities Institute Series, Brooklyn College, 1983: 22-31.
- Bellm, Dan. «A Woman Who Knew Latin.» «The Nation». (26 June 1989): 891—893.
- Brushwood, John S. «The Spanish American Novel: A Twentieth Century Survey». Austin, TX: University of Texas Press, 1975., pp. 237–238.
- Castillo, Debra A. «Talking Back: Toward a Latin American Feminist Literary Criticism». Ithaca: Cornell University Press, 1992.
- Juárez Torres, Francisco. «La poesia indigenista en cuatro poetas latinoamericanos: Manuel González Prada, Gabriela Mistral, Pablo Neruda y Rosario Castellanos». Ann Arbor: UMI, 1990.
- Kintz, Linda. «Title: The Subject’s Tragedy: Political Poetics, Feminist Theory, and Drama». Ann Arbor: University of Michigan Press, 1992.
- Laín Corona, Guillermo. «Infancia y opresión en „Balún Canán“, de Rosario Castellanos. La niña como eje temático y estructural de la novela». «Bulletin of Hispanic Studies», 88.7 (2011): 777—794.
- Medeiros-Lichem, María Teresa. «Rosario Castellanos: The Inclusion of Languages and Plural the Problematic of Class and Race in Texts Written by Women». In Reading the Femine Voice in Latin American women’s Fiction: From Teresa de la Parra to Elena Poniatowska and Luisa Valenzuela". New York/Bern: Peter Lang, 2002: 84-99.
- Melendez, Priscilla. «Genealogia y escritura en Balún-Canán de Rosario Castellanos» «MLN» 113.2 (March 1998) (Hispanic Issue): 339—363.
- Meyer, Doris. «Reinterpreting the Spanish American Essay: Women Writers of the 19th and 20th Centuries». Austin: University of Texas Press, 1995.
- Schaefer, Claudia. «Textured Lives: Women, Art, and Representation in Modern Mexico». Tucson: University of Arizona Press, 1992.
- Schwartz, Kessel. «A New History of Spanish American Fiction». Vol. 2. Coralal Gables: University of Florida Press, 1971: 299—301.
- Turner, Harriet S. «Moving Selves: The Alchemy of Esmero (Gabriela Mistral, Gloria Riestra, Rosario Castellanos, and Gloria Fuertes)». «In the Feminine Mode: Essays on Hispanic Women Writers». Eds, Noël Valis and Carol Maier. Lewisburg: Bucknell University press, 1990: 227—245.
- Ward, Thomas. «La resistencia cultural: la nación en el ensayo de las Américas». Lima: Universidad Ricardo Palma, 2004: 269—275.